# Dimmi chi dorme accanto a me
Dimmi chi dorme accanto a me è un singolo di Renato Zero pubblicato nel 1998 da Fonòpoli in formato CD, terzo estratto dall'album Amore dopo amore.

## Il disco
Il singolo fa il suo debutto in classifica il 25 settembre 1998, rimanendo tra le prime dieci canzoni per due settimane consecutive, conquistando come massima posizione il quarto posto nella classifica FIMI.
1. Dimmi chi dorme accanto a me – 6:17
2. L'eterna sfida – 6:02

## Classifiche
| Classifica (1998) | Posizione massima |
| ----------------- | ----------------- |
| Italia            | 4                 |